# Прикордонна смуга (фільм)
Прикордонна смуга (англ. Borderline) — американський бойовик 1980 року.

## Сюжет
Джеб Мейнард начальник прикордонного поста американо-мексиканського кордону. Через кордон безперервним потоком переправляються наркотики і нелегальні іммігранти. Нелегалів супроводжують досвідчені провідники, які заробляють на цьому серйозні гроші. Але одного разу на шосе вбивають офіцера-прикордонника, товариша Мейнарда, а також мексиканського хлопчика. ФБР вважає, що це зробили наркоторговці, але Мейнард впевнений, що вбивства, справа рук одного з нових і жорстоких провідників. Джеб вирішує знайти вбивцю і помститися за смерть друга.

## У ролях
| Актор            | Роль              |
| ---------------- | ----------------- |
| Чарльз Бронсон   | Джеб Мейнард      |
| Бруно Кірбі      | Джиммі Фанте      |
| Берт Ремсен      | Карл Джей Річардс |
| Майкл Лернер     | Генрі Лайделл     |
| Кеннет Макміллан | Малкольм Воллес   |
| Ед Гарріс        | Готчкісс          |
| Кармін Мурсело   | Елен Моралес      |
| Енріке Кастільо  | Артуро            |
| Вілфорд Брімлі   | Скутер Джексон    |
| Норман Олден     | Віллі Ламберт     |
| Джеймс Віктор    | Мірандез          |
| Панчіто Гомес    | Беніто Моралес    |
| Джон Ештон       | Чарлі Монро       |
| Лоуренс П. Кейсі | Енді Девіс        |
| Чарльз Сайферс   | Скі               |

## Саундтрек
| Список треків | Список треків            | Список треків |
| #             | Назва                    | Тривалість    |
| ------------- | ------------------------ | ------------- |
| 1.            | «The First Two Thoughts» | 2:29          |
| 2.            | «Borderline Titles»      | 1:40          |
| 3.            | «Seismic Sensor»         | 6:19          |
| 4.            | «Tracking»               | 4:24          |
| 5.            | «This Is the Place»      | 4:27          |
| 6.            | «News to Deliver»        | 1:46          |
| 7.            | «Tijuana Bar»            | 2:14          |
| 8.            | «Tijuana Trouble»        | 3:17          |
| 9.            | «Fight for Survival»     | 7:07          |
| 10.           | «The Big Haul Begins»    | 4:42          |
| 11.           | «The Watchdog»           | 1:31          |
| 12.           | «Prepare to Siege»       | 3:19          |
| 13.           | «Busting Karl»           | 5:29          |
| 14.           | «Find the Illegals»      | 3:15          |
| 15.           | «Spotting Hotchkiss»     | 0:18          |
| 16.           | «So Many»                | 1:04          |
| 17.           | «Final Chase»            | 2:13          |
| 18.           | «Matching Shoes»         | 0:38          |
| 19.           | «Borderline Credits»     | 5:45          |
| 60:31         |                          |               |